# Plikten framför allt
Plikten framför allt är en EP från 1984 av det svenska punkbandet Asta Kask.

## Låtar
1. De vill jag va
2. För kung och fosterland
3. Inget ljus
4. Politisk tortyr